# Irmgard van Limburg
Irmgard van Limburg of Ermengard van Limburg (gestorven juni 1283) was hertogin van Limburg van 1279 tot haar dood in 1283. Haar man, Reinoud I van Gelre, bestuurde Limburg mee bij rechte van de echtgenote van 1279 tot 1288, dus ook na haar dood.

## Erfenis Limburg (1)
In 1274 huwde Irmgard van Limburg met de vorst uit het nabije Gelre, graaf Reinoud I. Het koppel was kinderloos. Tijdens dit huwelijksleven was Reinoud (nog) niet krankzinnig; hij werd dit slechts begin 14e eeuw.
De vader van Irmgard, hertog Walram IV van Limburg, stierf in 1279. Hiermee kende de opvolging in het hertogdom Limburg een crisissituatie. Walram IV had geen zonen maar wel 2 dochters, Irmgard en haar jongere zus, Sofie, een kloosterzuster. Rechtsgeldig kwam Limburg toe aan haar neef, Adolf V, graaf van Berg. Adolf V wenste Limburg niet met geweld op te eisen, want het koppel Reinoud en Irmgard hadden Limburg intussen bezet, met de steun van hun bondgenoot, de prins-aartsbisschop van Keulen, Siegfried van Westerburg. Adolf V verkocht dan maar zijn rechten op Limburg aan hertog Jan I van Brabant, een vorst die geïnteresseerd was in, voor hem, het eerste gebied aan de rechteroever van de Maas. Adolf V bezorgde Limburg hiermee aan Brabant, de vijand van Keulen en Gelre. Jan I trok evenwel niet naar Limburg om Reinoud en Irmgard te verjagen.

## Bestuur Limburg
Reinoud en Irmgard bestuurden Limburg samen. Zo kenden zij aan de stad Duisburg enkele rechten toe (1279). Op 12 juni 1282 beslechtte de Rooms-Duitse koning Rudolf I het Limburgse dispuut. Hij beleende Irmgard met het hertogdom Limburg en bepaalde dat, indien ze kinderloos stierf, Reinoud het vruchtgebruik van Limburg mocht houden.

## Erfenis Limburg (2)
Met de dood van Irmgard in 1283, één jaar na de officiële investituur, brak de strijd los. De inzet was de erfopvolging in Limburg, want er waren geen mannelijke nakomelingen. Zie verder Limburgse Successieoorlog.